# St. David (Arizona)
St. David ist ein Census-designated place im Cochise County im US-Bundesstaat Arizona. Das U.S. Census Bureau hat bei der Volkszählung 2020 eine Einwohnerzahl von 1.639 auf einer Fläche von 13,8 km² ermittelt. Die Bevölkerungsdichte lag bei 119 Einwohnern je km².  
St. David liegt an der Arizona State Route 80 zwischen Benson und  Tombstone. 